# GZK極限
GZK極限，是以提出者Greisen、Zatsepin、Kuzmin三人姓氏之首字母為名的理論上限，描述源自遠處的宇宙射線應有的理論上限值。
這項極限是在1966年由Kenneth Greisen、Vadim Kuzmin與Georgiy Zatsepin三人所計算，其基礎為宇宙微波背景輻射與宇宙射線的預期交互作用。預測中指出宇宙射線所帶的能量如果超過閾值5×1019 電子伏特則會與宇宙微波背景的光子發生交互作用，產生Π介子。這樣的作用會持續發生，一直到射線粒子的能量低於Π介子產生閾值。因為此交互作用相關的平均自由程其值甚低，舉例來說，起源處距離地球遠大於50 百萬秒差距的河外宇宙射線若其能量大於此閾值者，則不可能在地球上觀測到；而此距離內又不存在目前已知可以產生此般能量的宇宙射線源。
已有一些由明野廣域空氣簇射陣列實驗所作的觀測顯示遠源的宇宙射線帶有高於此極限的能量（稱作超高能宇宙射線）。這樣的觀測事實被稱作GZK悖論（GZK paradox）或宇宙射線悖論（cosmic ray paradox）。
這些觀測似乎與目前所知的狹義相對論及粒子物理的預測相違背。不過，也有一些對於此類觀測所作的可能解釋，似乎可以解決這種不一致。首先，這些觀測可能出自於儀器上的誤差，或者是對於實驗結果不正確的解讀。再者，宇宙射線也可能有局域的粒子源（雖然尚不明白這些粒子源會是什麼）。
另外的嘗試是採用極高能量低交互作用性粒子（ultra-high energy weakly interacting particles）來解釋（例如：微中子），其可以在很遠處被創生出來，之後才在局域發生反應，生成所觀測到的粒子。
目前已有一些奇異理論被提出，以來解釋這些觀測，其中最著名的是雙重狹義相對論。
時至2003年，一些宇宙射線實驗如費米伽瑪射線空間望遠鏡與皮埃爾·俄歇觀測站計畫要證實或否定稍早觀測結果的可信度。

## 外部連結
- Rutgers University experimental high energy physics HIRES research page （页面存档备份，存于）
- Cosmic-ray.org（页面存档备份，存于）
- "Could the end be in sight for ultrahigh-energy cosmic rays?" （页面存档备份，存于），Subir Sarkar, PhysicsWeb，2002
- History of Cosmic Ray Research （页面存档备份，存于）